# Do What U Want
Do What U Want is een nummer van de Amerikaanse zangeres Lady Gaga, met gastzang van R. Kelly. Het nummer werd uitgebracht op 21 oktober 2013 als de tweede single van Gaga's derde studioalbum Artpop (2013). De zangeres schreef het lied met DJ White Shadow, Martin Bresso en William Grigahcine. DJ White Shadow presenteerde Gaga voor het eerst het eerste concept van het nummer twee jaar voorafgaand aan de release. De productie van het nummer werd voltooid in 2013, met de vocalen van Kelly kort daarna toegevoegd. Door de warme ontvangst door fans en muziekcritici werd het nummer gekozen als tweede single van het album. Op 10 januari 2019 verontschuldigde Gaga zich voor de samenwerking en liet het nummer verwijderen uit meerdere muziekdiensten, in verband met beschuldigingen van seksueel misbruik tegen de zanger.
Het is een synthpop- en R & B- nummer met synthesizers in de stijl van de jaren 1980 en een elektronisch instrumentaal nummer. De single cover voor "Do What U Want", een close-up van Gaga's billen in een bloemige string, werd gefotografeerd door Terry Richardson, die ook de videoclip van het nummer had geregisseerd.
"Do What U Want" is geschreven door Lady Gaga, Paul Blair, R. Kelly, Martin Bresso en William Grigahcine. Het werd geproduceerd door Blair en Gaga. Gaga verbleef in Chicago en voltooide daar de nummers voor Artpop. Na de release van de eerste single van het album, getiteld " Applaus ", was de zangeres ook vastbesloten om iets anders en onbekends te maken dan haar eerdere hitsingles, en "Do What U Want" kwam voort uit deze gedachten.

## Release en promotie

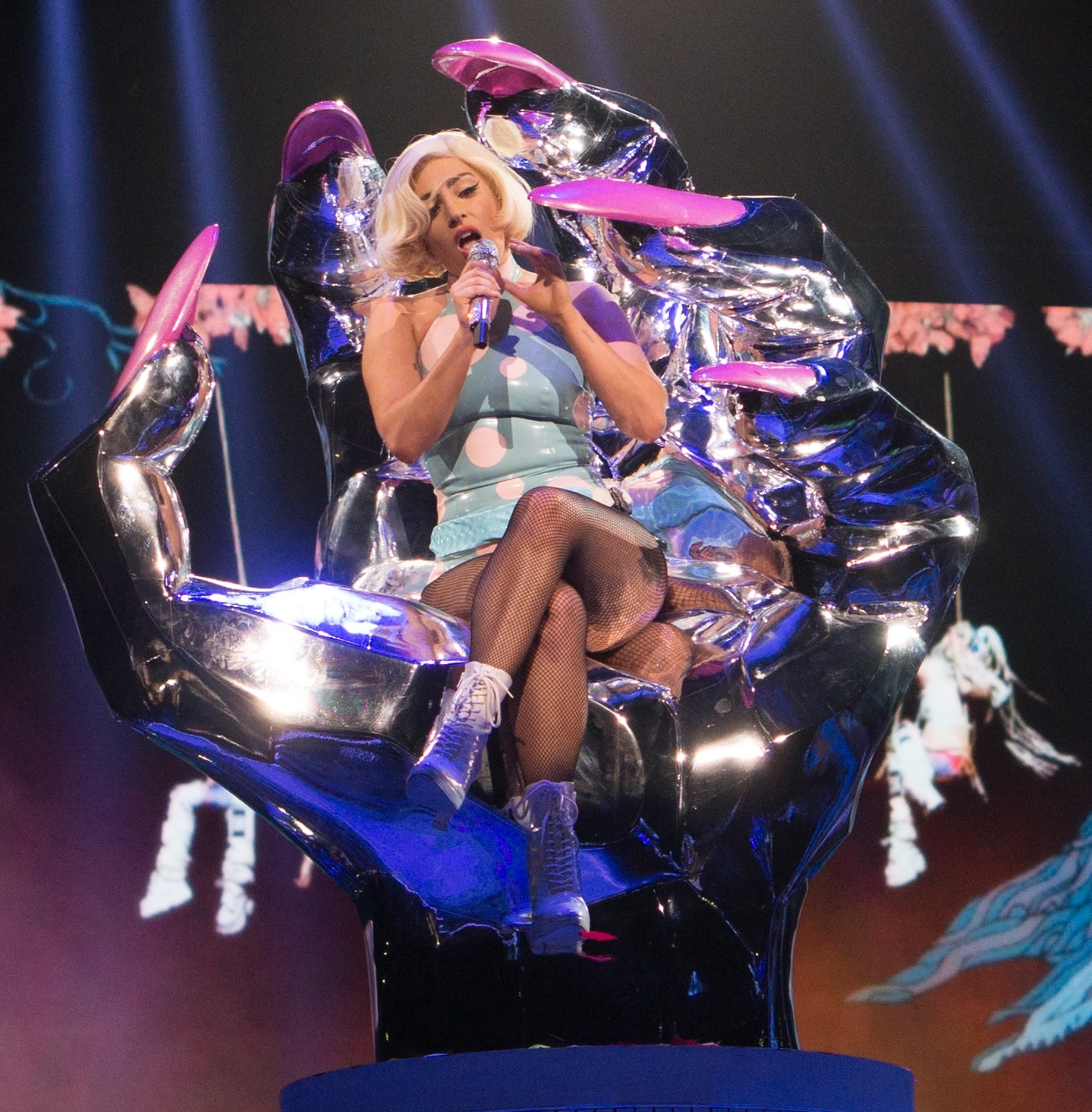
Gaga die "Do What U Want" uitvoert op de ArtRave: The Artpop Ball- tour terwijl zij op een klauwvormige stoel zit

Op 3 september 2013 vroeg Gaga haar fans via Twitter om haar te helpen bij het kiezen van de tweede single: de opties waren "Manicure", " Sexxx Dreams ", " Aura " en " Swine ". Op 20 september 2013 kondigde Gaga aan dat " Venus " was gekozen als de tweede single en dat het vóór het album zou worden uitgebracht. Een fragment van "Do What U Want" debuteerde in een Amerikaanse commercial voor Best Buy / Beats op 17 oktober 2013. Het werd ook gebruikt als promotie voor het Britse mobiele bedrijf O2, als onderdeel van hun "Be More Dog" -campagne. Vervolgens besloten Gaga en haar label "Do What U Want" uit te brengen als de tweede officiële single van Artpop, in plaats van "Venus".